# Orgueil
Orgueil (okzitanisch: Orgulh) ist eine französische Gemeinde mit 1.721 Einwohnern (Stand: 1. Januar 2022) im Département Tarn-et-Garonne in der Region Okzitanien. Sie gehört zum Arrondissement Montauban und ist Teil des Kantons Tarn-Tescou-Quercy vert. Die Einwohner werden Orgueillois genannt.

## Geographie
Orgueil liegt etwa zwölf Kilometer südsüdöstlich von Montauban am südlichen Ufer des Flusses Tarn, der auch die nördliche bzw. nordöstliche Gemeindegrenze bildet. Die Gemeinde liegt im Weinbaugebiet Côtes du Frontonnais. Umgeben wird Orgueil von den Nachbargemeinden Corbarieu im Norden, Reyniès im Norden und Nordosten, Nohic im Osten, Fronton im Süden, Campsas im Westen und Südwesten sowie Labastide-Saint-Pierre im Westen und Nordwesten.
Durch die Gemeinde führt die frühere Route nationale 630 (heutige D630).

## Geschichte
Bereits im 9. Jahrhundert bestand eine dörfliche Siedlung am Tarn. Als Bastide wird der Ort 1211 von Simon de Montfort umgestaltet. 
1864 wurde hier ein CI-Chondrit (Orgueil-Meteorit) mit einem erstaunlichen Gesamtgewicht von ca. 14 Kilogramm (größtes Teilstück 10 kg) gefunden.

## Bevölkerung
| Jahr      | 1962 | 1968 | 1975 | 1982 | 1990 | 1999 | 2006  | 2018  |
| --------- | ---- | ---- | ---- | ---- | ---- | ---- | ----- | ----- |
| Einwohner | 459  | 474  | 535  | 630  | 823  | 986  | 1.241 | 1.691 |

## Sehenswürdigkeiten

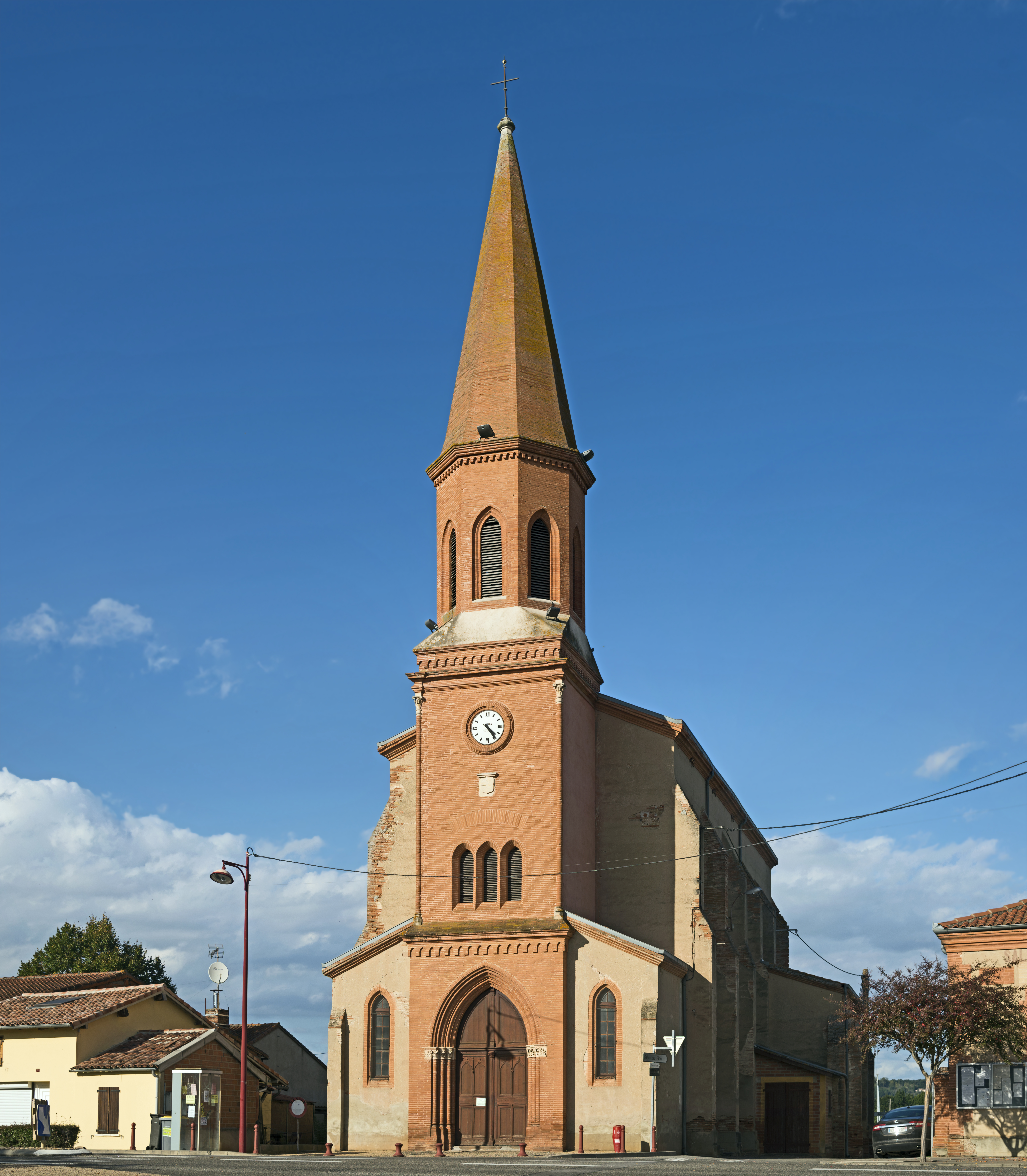
Kirche Saint-Ferrèol

- Kirche Saint-Ferrèol